# Pleuropterantha
Pleuropterantha é um género de plantas com flores pertencentes à família Amaranthaceae.
A sua área de distribuição nativa é no Nordeste da África Tropical.
Espécies:
- Pleuropterantha revoilii Franch.
- Pleuropterantha thulinii C.C.Towns.
- Pleuropterantha undulatifolia Chiov.